# Schwertrübetrennung
Schwertrübetrennung ist ein mechanisches Trennverfahren, das auf der unterschiedlichen Dichte der zu trennenden Stoffe beruht. Es handelt sich um eine Sonderform des Schwimm-/Sink-Verfahrens.

## Prinzip des Verfahrens
Die Schwertrübe ist eine Suspension aus Wasser und feinen Schwerstoffpartikeln, deren Dichte durch Veränderung des Verhältnisses von Wasser zu Schwerstoff genau eingestellt werden kann. Wird das zu trennende Gemisch in die Schwertrübe gegeben, schwimmen die spezifisch leichteren Stoffe auf, während die spezifisch schwereren absinken. Welche Stoffe als Schwimmgut bzw. Sinkgut getrennt entfernt werden können, wird über die variable Dichte der Schwertrübe reguliert. Die Trübe muss ständig in Bewegung gehalten werden, damit die Schwerstoffpartikel sich nicht am Boden des Behälters absetzen. Oft lässt man dazu das Wasser von unten nach oben durch den Behälter strömen (Aufstromsortierer). Dabei können auch Teile des zu trennenden Gemischs direkt die Funktion des Schwerstoffes in der Trübe übernehmen. Durch Benetzung des Gemisches und Austrag mit den Fraktionen geht ein erheblicher Teil des Schwerstoffs verloren.

## Anwendungsbereiche
Die Schwertrübetrennung wird besonders häufig zur Trennung verschiedener mineralischer Stoffe eingesetzt. Dazu gehören die Trennung der anorganischen Anteile im Hausmüll, die Aufbereitung von Bergbauprodukten, z. B. Kohle, oder von Böden. Auch zur Entfernung organischer Verunreinigungen aus Baustoffen wie z. B. Kies wird die Schwertrübetrennung eingesetzt. Die Trennschärfe ist bei diesem Verfahren sehr hoch, es können also auch Stoffe getrennt werden, deren Dichte relativ ähnlich ist, z. B. Nichteisenmetalle, Glas und Keramik.